# Pancerniki typu Nassau
Pancerniki typu Nassau – pierwsze drednoty niemieckiej Kaiserliche Marine, zwodowane w 1908 roku. Typ składał się z pancerników SMS "Rheinland", "Posen", „Nassau” i „Westfalen”. 
Okręty tego typu zostały zbudowane jako niemiecka odpowiedź na brytyjski HMS "Dreadnought". Pomimo że Niemcy chciały jak najszybciej wybudować swoje odpowiedniki przełomowego brytyjskiego okrętu, stępkę pod pierwszy okręt typu położono dopiero w czerwcu 1907 roku (HMS "Dreadnought" wszedł do służby w październiku 1906 roku). Co więcej, tempo budowy było wolniejsze od brytyjskiego, i pierwszy okręt typu, SMS "Nassau", wszedł do służby dopiero 1 października 1909 roku. W celu przyśpieszenia budowy zdecydowano nie instalować na okrętach turbin (to była jedna z przełomowych zmian na brytyjskim okręcie). Ponadto okręty typu Nassau miały lepsze opancerzenie od tego zastosowanego na brytyjskim okręcie, choć ceną tego było zainstalowanie dział o nieco mniejszym kalibrze (280 mm, w porównaniu do dział 305 mm na HMS "Dreadnought").